# Simo Zitting
Simo Johannes Zitting, född 14 februari 1915 i Muuruvesi, död 6 februari 2012 i Esbo, var en finländsk jurist.
Zitting blev juris doktor 1951. Han var 1953–1960 biträdande professor i civilrätt vid Helsingfors universitet; 1957–1960 tillförordnad professor och 1960–1978 ordinarie professor. Han behandlade utgående från den skandinaviska rättsvetenskapliga traditionen främst olika civilrättsliga spörsmål i ett antal vetenskapliga arbeten. 